# Johann Olav Koss
Johann Olav Koss (n. 29 octombrie 1968, Comuna Drammen, Buskerud, Norvegia) este un fost atlet norvegian. El a câștigat 4 medalii de aur la proba de patinaj viteză la jocurile olimpice pe distanțele de la 1500 m, 5.000 m și 10.000 m. La campionatul mondial câștigă de asemenea două medalii.

## Recorduri mondiale
Koss a stabilit în cariera sa sportivă 10 recorduri mondiale.
| Diciplină | Rezultat | Data               | Locul                   |
| --------- | -------- | ------------------ | ----------------------- |
| 3000 m    | 3:57,52  | 13. martie 1990    | Thialf in Heerenveen    |
| 5000 m    | 6:41,73  | 9. februarie 1991  | Thialf in Heerenveen    |
| 10.000 m  | 13:43,54 | 10. februarie 1991 | Thialf in Heerenveen    |
| Combinat  | 157,396  | 26. februarie 1991 | Thialf in Heerenveen    |
| 5000 m    | 6:38,77  | 22. ianuarie 1993  | Thialf in Heerenveen    |
| 5000 m    | 6:36,57  | 13. martie 1993    | Thialf in Heerenveen    |
| 5000 m    | 6:35,53  | 4. decembrie 1993  | Wikingerschiff in Hamar |
| 5000 m    | 6:34,96  | 13. februarie 1994 | Wikingerschiff in Hamar |
| 1500 m    | 1:51,29  | 16. februarie 1994 | Wikingerschiff in Hamar |
| 10.000 m  | 13:30,55 | 20. februarie 1994 | Wikingerschiff in Hamar |